# Śluby w Las Vegas
Miasto Las Vegas znane jest jako Światowa Stolica Ślubów, głównie ze względu na łatwość uzyskania pozwolenia na zawarcie małżeństwa i niskie opłaty z tym związane. Atrakcyjna jest również różnorodność oferowanych typów ślubów, jakie można znaleźć w Las Vegas.

## Licencja na zawarcie małżeństwa
Zdobycie licencji na zawarcie małżeństwa przebiega w Las Vegas w nieskomplikowany sposób. Nie przeprowadza się badań krwi, nie istnieje również wymagany okres oczekiwania. Po wypełnieniu krótkiego formularza, a następnie złożeniu go wraz z opłatą w wysokości 60 dolarów i zatwierdzonym urzędowo zdjęciem w biurze miejskim, licencja może zostać wydana już w kilka minut po tej procedurze. Biuro, które odpowiada za przydzielanie tychże licencji, działa każdego dnia, do godziny 24:00.
Po otrzymaniu licencji, aby ślub miał moc prawną, a małżeństwo było legalne i uznawane na całym świecie, ceremonia musi odbyć się w ciągu jednego roku od otrzymania upoważnienia.
| Rok  | Hrabstwo Clark | Stany Zjednoczone | Udział % licencji wydanych w Clark |
| ---- | -------------- | ----------------- | ---------------------------------- |
| 1996 | 104.789        | 2.344.000         | 4.5                                |
| 1997 | 109.378        | 2.384.000         | 4.6                                |
| 1998 | 108.717        | 2.244.000         | 4.8                                |
| 1999 | 114.465        | 2.251.000         | 5.1                                |
| 2000 | 120.629        | 2.376.000         | 5.1                                |
| 2001 | 121.547        | 2.345.000         | 5.2                                |
| 2002 | 119.759        | 2.254,000         | 5.3                                |
| 2003 | 114.544        | 2.187.000         | 5.2                                |
| 2004 | 125.967        | 2.224.000         | 5.7                                |
| 2005 | 121.282        | 2.230.000         | 5.4                                |
| 2006 | 112.531        | 2.160.000         | 5.2                                |

## Obiekty ślubne

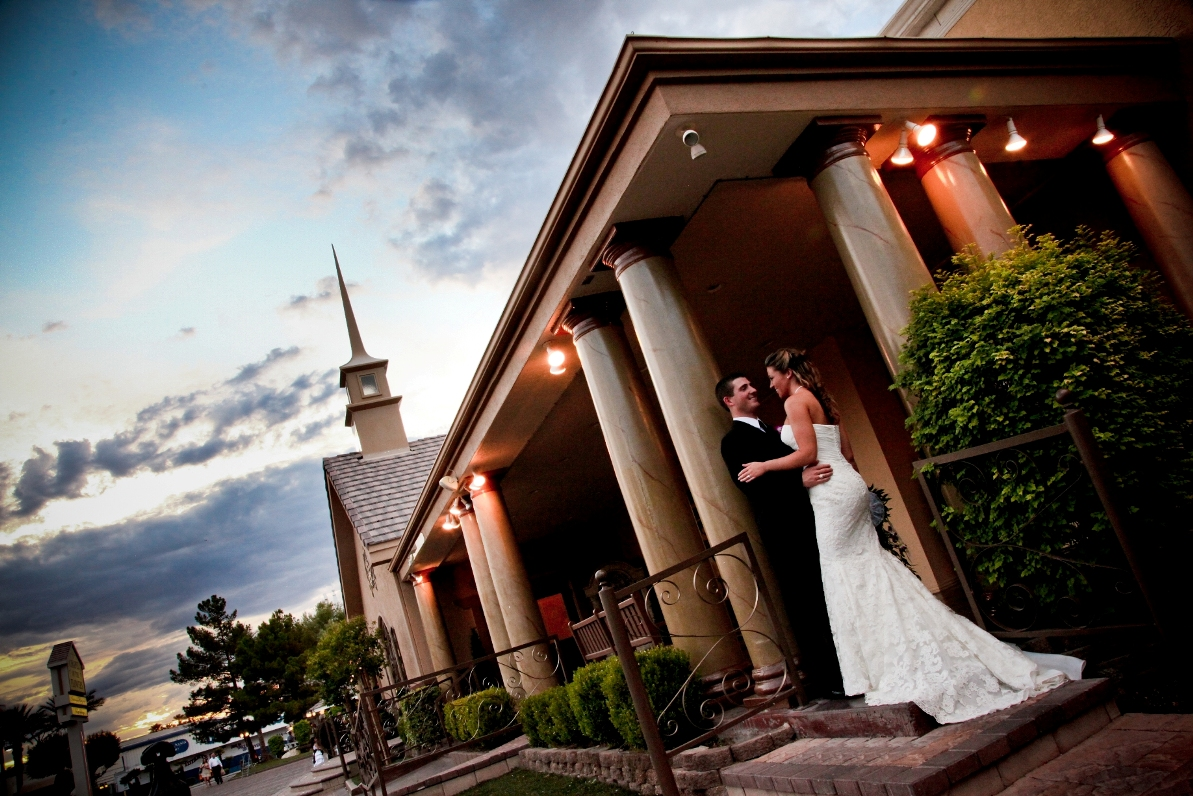
Little Chapel of the Flowers – jedna z wielu kaplic ślubnych w Las Vegas

Las Vegas stwarza liczne opcje przebiegu ceremonii ślubnych. Najmniej kosztowna, warta 50 dolarów, to zawarcie małżeństwa przed Komisją Ślubną miasta Las Vegas. Ten typ ceremonii może mieć zarówno charakter cywilny (niereligijny), jak i religijny. Te same opcje oferuje większość obiektów ślubnych na terenie miasta.
Ze średnią liczbą 120 tysięcy ślubów rocznie, branża ślubna w Las Vegas jest bardzo konkurencyjna, stąd szeroki przekrój oferowanych miejsc dla potencjalnych ceremonii. Niemal wszystkie najważniejsze hotele w Las Vegas posiadają prywatne kaplice ślubne; organizację ceremonii ślubnych oferują również liczne lokalne restauracje.
Śluby mogą ponadto odbywać się w lokalnych kościołach, na polach golfowych, w wolnostojących kaplicach, a także w formie drive-through.

### Kaplice ślubne
Większość wolnostojących kaplic ślubnych funkcjonuje albo przy bulwarze Las Vegas Strip, albo w specjalnej sekcji miasta, zwanej dystryktem ślubnym Las Vegas, który istnieje w pobliżu miejskiego biura ds. ślubów. Kaplice ślubne w Las Vegas oferują tradycyjne ceremonie (z możliwością organizacji przyjęć weselnych), śluby drive-through, śluby motocyklowe, a także śluby w altanach.

## Śluby tematyczne
Wiele kaplic ślubnych, tak jak na przykład Viva Las Vegas, oferują tematyczne ceremonie. Najpopularniejsze z nich to ceremonie w stylu hawajskim, baśniowym, gotyckim, a także ceremonie z udziałem sobowtórów Elvisa Presleya oraz ceremonie z motywem przewodnim Star Trek. Popularnością cieszą się również śluby na statku pirackim w hotelu Treasure Island.

## Śluby poza Las Vegas
Drugą co do popularności opcją ślubną, po ceremonii w kaplicy, jest uroczystość na obszarach otaczających Las Vegas. Zainteresowaniem cieszą się między innymi śluby w Wielkim Kanionie Kolorado, a także w parku stanowym Valley of Fire.